# استرنبرگ
استرنبرگ (به آلمانی: Esternberg) یک منطقهٔ مسکونی در اتریش است که در ناحیه شاردینگ واقع شده‌است. استرنبرگ ۴۰ کیلومتر مربع مساحت دارد ۵۱۰ متر بالاتر از سطح دریا واقع شده‌است.